# Oliver Kniffki
Oliver Kniffki (* 12. August 1973 in Hannover) ist ein deutscher Schauspieler.

## Leben
Oliver Kniffki absolvierte von 1998 bis 2000 eine Schauspielausbildung am Actors Studio und am Lee Strasberg Theatre Institute in New York City. In New York spielte er Theater, unter anderem am Marilyn Monroe Theatre, am Brecht Forum und bei der Curan Reportory Company. Er setzte seine Ausbildung 2000–2001 an der London Academy of Music and Dramatic Art (LAMDA) in London fort. Während seiner Ausbildung wirkte Kniffki dort in verschiedenen Produktion des LAMDA Theatre, London mit. Darin spielte er unter anderem Ferdinand in Der Sturm (2000), Heartfree in der Komödie Die provozierte Ehefrau von John Vanbrugh (2001) und die männliche Titelrolle in Antonius und Cleopatra (2001). 
2001 spielte er im Rahmen des Edinburgh Theatre Festival den Hector in einer Inszenierung des Theaterstücks Der trojanische Krieg findet nicht statt. 2002 übernahm er die Rolle des Chevalier Danceny in dem Schauspiel Gefährliche Liebschaften von Christopher Hampton bei einer Inszenierung im Kulturzentrum Brotfabrik in Berlin.
Kniffki wirkte seit Ende der 1990er Jahre auch in mehreren Kinofilmen mit. Zunächst drehte er mehrere Kurzfilme. Es folgte ein Auftritt in Christian Züberts Debütfilm Lammbock. In dem Independentfilm Die Eylandt Recherche (2008) verkörperte Kniffki die Rolle von Andreas Stendahl; er spielte den Ehemann der Enkelin der weiblichen Hauptfigur Josefine Eylandt.
Eine durchgehende Serienhauptrolle hatte er 2005 als Mannschaftskapitän Torsten Bader in der RTL-Fernsehserie Das geheime Leben der Spielerfrauen. Er hatte seit 2002 Episodenhauptrollen und Nebenrollen in verschiedenen weiteren Fernsehserien, unter anderem in Abschnitt 40 (2002), Doppelter Einsatz (2006, als Max), Ein Fall für zwei (2007, als Wissenschaftlicher Assistent Ulrich) und in der Comedy-Serie Die unglaublichsten Geschichten (2008, als Arno).
2011 war er in der ARD-Fernsehserie Rote Rosen in mehreren Folgen (ab Folge 1134) jeweils in einer Episodenhauptrolle zu sehen. Er verkörperte Kai Maiwald, den besten Freund der Serienfigur Christoph Langer und Finanzchef in dessen Firma.
Kniffki wirkte auch in verschiedenen Dokumentarfilmen, Doku-Dramen und Werbespots (unter anderem für C&A und Lufthansa) mit.  
Kniffki lebt in Berlin.

## Filmographie (Auswahl)
- 1998: Final Drag (Kurzfilm)
- 1999: Another Day In Paradise (Kurzfilm)
- 2000: Moon Pie (Kurzfilm)
- 2001: Lammbock – Alles in Handarbeit
- 2002: Abschnitt 40 (Fernsehserie; Folge: Durchgedreht)
- 2005: Das geheime Leben der Spielerfrauen (Fernsehserie; Serienhauptrolle)
- 2006: Doppelter Einsatz (Fernsehserie; Folge: Nackte Angst)
- 2007: Ein Fall für zwei (Fernsehserie; Folge: Mord im Museum)
- 2008: Paul Panzer präsentiert die unglaublichsten Geschichten (Comedy)
- 2008: Die Eylandt Recherche
- 2011: Rote Rosen (Fernsehserie; Seriennebenrolle)